# 유성 치 파열음
유성 치 파열음(有聲齒破裂音)은 자음의 하나로 이에서 조음되는 유성 파열음이다.